# Premià de Mar

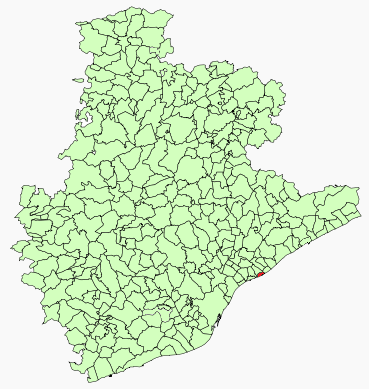
Lokalizacja Premià de Mar

Premià de Mar – miasto i gmina we wschodniej Hiszpanii, w Katalonii, w powiecie Maresme. Liczy ok. 27,5 tys. mieszkańców (2007).

## Liczebność
| 1900 | 1930 | 1950 | 1970   | 1986   | 2007   |
| 2239 | 3380 | 3947 | 11,284 | 20,069 | 27,590 |